# Snooker op de Paralympische Zomerspelen 1972
De IVe Paralympische Spelen werden in 1972 gehouden in Heidelberg, West-Duitsland. Snooker was een van de 10 sporten die in 1972 op het programma stonden. Er stonden 2 evenementen op het programma.

## Mannen
| Klasse      | punten | land | Goud            | land | Zilver        | land | Brons            |
| ----------- | ------ | ---- | --------------- | ---- | ------------- | ---- | ---------------- |
| Dwarslaesie | 406    | GBR  | Michael Shelton | IRL  | Jimmy Gibson  | ITA  | Aroldo Ruschioni |
| Tetraplegie |        | GBR  | P. Haslam       | AUS  | Cliff Rickard | GBR  | McGann           |

Atletiek · Basketbal · Boogschieten · Dartchery · Gewichtheffen · Koersbal · Schermen · Snooker · Tafeltennis · Zwemmen
Rome 1960 ·
Tokio 1964 ·
Tel Aviv 1968 ·
Heidelberg 1972 ·
Toronto 1976 ·
New York & Stoke Mandeville 1984 ·
Seoel 1988